# 체코 상원
체코 상원(체코어: Senát
Parlamentu České republiky)은 체코 의회의 상원이다.